# Водно-болотные угодья Трэвис
Трэвис (англ. Travis Wetland) — водно-болотные угодья, охраняемая природная территория в Бервуде, пригороде Крайстчерча, на Южном острове Новой Зеландии.
Крайстчерч построен на старых гравийных отложениях реки Уаимакарири, песчаных дюнах и заболоченных территориях. На протяжении многих лет эти водно-болотные угодья осушались, чтобы сделать землю пригодной для жилья и сельского хозяйства. Это привело к тому, что сегодня в районе Крайстчерча осталось только два процента от первоначальных водно-болотных угодий. Водно-болотные угодья Трэвис — последнее крупное пресноводное водно-болотные угодья в Крайстчерче. Эта территория важна как место обитания местных водно-болотных растений и птиц и имеет большое образовательное значение, показывая жителям и гостям Крайстчерча, каким был город раньше.

## Биоразнообразие
Болото Трэвис — самое большое пресноводное болото на естественном перелетном пути, используемом птицами, путешествующими между эстуарием Эйвон-Хиткот, рекой Эйвон и горами Кентербери. Мозаика водных путей и разнообразных сред обитания привлекает 77 % птиц, типичных для пресноводных болот Кентербери. Водно-болотные угодья Трэвис занимают второе место по концентрации птиц в Крайстчерче. На водно-болотных угодьях было обнаружено и зарегистрировано 55 видов птиц, включая 35 эндемиков. После завершения 30-летней программы восстановления ожидается значительное увеличение числа местных птиц, гнездящихся здесь. Стаи пукеко, белоголовых ходулочников, белощёких цапель, солдатских чибисов и канадских казарок используют болото. Это самое важное пресноводное болото для птиц в Крайстчерче, где обитает около половины всей популяции пукеко в Крайстчерче. На болоте находится самая большая в Кентербери зимняя концентрация пукеко, достигающая более 700 особей. В основном из-за уничтожения других местных мест обитания, болото Трэвис — единственное место в регионе, где численность пукеко растёт. Здесь гнездятся новозеландские огари, австралийские широконоски, новозеландская чернеть. Реже встречаются выпи, большие белые цапли и серые кряквы. В ивовых лесах можно увидеть зимородков, серых пеночек и веерохвосток, а также многих завезённых птиц, таких как калифорнийские перепела, чернозобики, воробьи, дрозды. Здесь обитают редкие медососы-колокольчики и блестящие бронзовые кукушки. На болоте Трэвис гнездятся два глобально исчезающих вида — австралийская выпь и чёрный аист. Среди других животных-эндемиков, обитающих здесь — сцинк, местный короткопёрый угорь, инанга и кентерберийские илистые рыбы. В водно-болотных угодьях было обнаружено более 600 видов насекомых, большинство из которых встречаются только в Новой Зеландии. Было обнаружено более 50 видов других беспозвоночных (пауки, улитки, черви и т. д.), причем около половины из них — водные беспозвоночные. На водно-болотных угодьях присутствуют местные виды растений, включая ряд видов, которые в настоящее время редко встречаются на равнинах Кентербери. На участке произрастает один вид паучьей орхидеи и местный вид росянки, оба из которых являются уязвимыми в региональном масштабе. На заболоченном участке также растёт манука.

## Антропогенный фактор
Заповедная зона охватывает 61 гектар земли и является единственным крупным остатком болотного ландшафта, который когда-то был распространен в районе Крайстчерча. 1600 лет назад здесь был эстуарий, похожий на современный эстуарий рек Эйвон/Хиткот/Ихутай. В целом участок содержит очень хорошие примеры типов почв, встречающихся в Крайстчерче. В результате сельскохозяйственной и городской застройки большая часть почвы в Крайстчерче была изменена, поэтому водно-болотное угодье Трэвис полезно для учёных, изучающих, какими были почвы Крайстчерча раньше. Поскольку почва находится в своем естественном состоянии, это означает, что в разных частях водно-болотного угодья можно выращивать широкий спектр местных растений. По этим причинам данное место было внесено в Инвентарь геосохранения Новой Зеландии как природоохранная зона национального значения.
Эта территория ранее была осушена и использовалась для выпаса крупного рогатого скота. Здесь была расположена молочная ферма. Самой большой проблемой городского планирования на этой территории был баланс между частными землевладельцами, желающими застроить участок жилыми домами, и защитниками природы, желающими сохранить водно-болотные угодья с их экологической и социальной ценностью. Эта проблема была в значительной степени решена в 1996 году, когда городской совет Крайстчерча приобрел большую часть водно-болотных угодий для сохранения, разрешив при этом ограниченное строительство на юго-западе территории. Совет решил эту проблему, предложив выкупить землю за ту же цену, которую получили бы застройщики, если бы продали землю под застройку. Несмотря на значительные изменения, вызванные дренажом и многолетним молочным животноводством, водно-болотные угодья Трэвис сохранили 60—70 % биоразнообразия бывших болот Крайстчерча. Здесь всё ещё присутствуют около 80 % местных видов растений, изначально произраставших здесь. Некоторые из них сейчас являются редкими на равнинах Кентербери. Благодаря масштабным усилиям по посадке растений воссоздается среда обитания, позволяющая процветать таким растениям и столь же редким птицам и животным. Варьируясь от пастбищных болот и кустарниковых торфяников до высоких болотных и прибрежных суходольных лесов, эти болотные местообитания отражают лежащий в основе градиент болотных почв, рельефа и воды.

## Проект восстановления экологии
В 2009 году проект реставрационной экологии по восстановлению водно-болотных угодий Трэвис получил премию Green Ribbon Awards в номинации «Устойчивое развитие городов». Эта премия присуждается под эгидой министерства окружающей среды. Восстановление экологии является важным видом деятельности в природоохранной зоне Трэвис. Требуется много работы, чтобы посадить местные растения и убрать растения-вредители, такие как серая ива, ежевика, шиповник. Животные-вредители, такие как краснопёрка, кошки, крысы, горностаи, хорьки и ежи, также контролируются в рамках программы восстановления. Чтобы помочь увеличить численность местных птиц, необходимо бороться с хищниками. Даже домашние кошки и собаки могут стать проблемой. Риск проникновения домашних кошек на водно-болотные угодья вызывает серьёзную озабоченность, поскольку их количество может увеличиться из-за строительства новых домов рядом с водно-болотными угодьями. Чтобы решить эту проблему, застройщик и Совет изменили форму водных путей болота, сделав ров между домами и болотом, чтобы снизить вероятность проникновения кошек и собак. Чтобы обеспечить птицам дополнительную защиту, Совет создал неглубокие озера и пруды в центре болота, образуя острова. Птицы могут гнездиться на этих островах без угрозы со стороны хищников. В будущем может возникнуть необходимость в установке ловушек для отлова куньих и крыс. В настоящее время Landcare проводит программу мониторинга хищников.
В мае 2010 года в водно-болотные угодья были выпущены редкие и исчезающие кентерберийские илистые рыбы.

## Туризм и отдых
Сейчас здесь есть возможность для групп и отдельных посетителей познакомиться с болотной средой. В природоохранной зоне Трэвис есть прогулочная дорожка с широкими гравийными тропинками и дощатыми настилами. Со смотровых площадок можно увидеть множество видов птиц и растительных сообществ. Расположение болота в интенсивно развитом городском районе означает, что оно легко доступно и посещается исследователями, учащимися и студентами. Общественное финансирование позволило создать на территории природоохранной зоны образовательный центр с лабораторными и учебными помещениями, а также информационный центр для посетителей.

Панорама водно-болотных угодий Трэвис, август 2019